# Teorema de Valiant-Vazirani
O Teorema de Valiant–Vazirani  é um teorema na teoria da complexidade computacional. Foi provado por Leslie Valiant e Vijay Vazirani em um artigo intitulado "NP is as easy as detecting unique solutions", publicado em 1986.
O teorema afirma que, se existe um algoritmo de tempo polinomial para SAT-não-ambíguo, então NP=RP.
A prova é baseada no lema do isolamento de Mulmuley–Vazirani–Vazirani , que, posteriormente, foi utilizado por uma grande quantidade de aplicações na teoria da ciência da computação.
O teorema de Valiant–Vazirani implica que o Problema da satisfatibilidade booleana, que é NP-completo, continua a ser um problema computacionalmente difícil mesmo se as instâncias de entrada são forçadas a ter no máximo uma atribuição satisfeitora.

## Esboço da prova
SAT-não-ambíguo é o problema de promessa de decidir se uma dada fórmula Booleana que tem no máximo uma atribuição satisfeitora é insatisfatível ou se tem exatamente uma atribuição satisfeitora. No primeiro caso, um algoritmo para SAT-não-ambíguo deve rejeitar, e, no segundo, ele deve aceitar a fórmula.
Se a fórmula tiver mais do que uma atribuição satisfeitora, não há condição sobre o comportamento do algoritmo.
O problema de promessa SAT-não-ambíguo pode ser decidido por uma máquina de Turing não-determinística que tem, no máximo, um ramo de aceitação. Neste sentido, esse problema de promessa pertence à classe de complexidade UP (que geralmente só é definido para linguagens).
A prova do teorema de Valiant–Vazirani consiste em uma redução probabilística de SAT para SAT tal que, com probabilidade de pelo menos {\displaystyle \Omega (1/n)}, a fórmula de saída tem, no máximo, uma atribuição sateitora, e, portanto, satisfaz a promessa do problema SAT-não-ambíguo.
Mais precisamente, a redução é um algoritmo randômico de tempo polinomial que mapeia uma fórmula Booleana {\displaystyle F(x_{1},\dots ,x_{n})} com {\displaystyle n} variáveis {\displaystyle x_{1},\dots ,x_{n}} para uma fórmula Booleana {\displaystyle F'(x_{1},\dots ,x_{n})} de tal forma que
- Toda atribuição satisfeitora de {\displaystyle F'} também satisfaz {\displaystyle F}
- Se {\displaystyle F} é satisfatível, então, com probabilidade de pelo menos {\displaystyle \Omega (1/n)}, {\displaystyle F'} tem uma única atribuição satisfeitora {\displaystyle (a_{1},\dots ,a_{n})}.

Executando a redução polinomial um número {\displaystyle t} de vezes, cada vez com novos bits independentes e randômicos, obtemos as fórmulas {\displaystyle F'_{1},\dots ,F'_{t}}.
Escolhendo {\displaystyle t=O(n)}, temos que a probabilidade de que pelo menos uma fórmula {\displaystyle F'_{i}} é univocamente satisfatível e, no mínimo, {\displaystyle 1/2} se {\displaystyle F} é satisfatível.
Isso dá uma redução Turing de SAT para SAT-não-ambíguo já que um suposto algoritmo para SAT-não-ambíguo pode ser invocado em {\displaystyle F'_{i}}. Em seguida, a auto-redutibilidade randômica de SAT pode ser usada para calcular uma atribuição satisfeitora, que deveria existir.
No geral, isso prova que NP=RP-se SAT-não-ambíguo pode ser resolvido em RP.
A ideia de que a redução é para interseccionar o espaço de solução da fórmula {\displaystyle F} com {\displaystyle k} hiperplanos afins aleatórios sobre {\displaystyle {\text{GF}}(2)^{n}}, onde {\displaystyle k\in \{1,\dots ,n\}} é escolhido uniformemente ao acaso.
Uma prova alternativa é baseada no lema do isolamento de Mulmuley, Vazirani, e Vazirani. Eles consideraram uma definição mais geral e aplicada para a configuração, o que dá uma probabilidade de isolamento de apenas {\displaystyle \Omega (1/n^{8})}.